# Pipistrellus rueppellii
Pipistrellus rueppellii é uma espécie de morcego da família Vespertilionidae. Pode ser encontrada na África e em partes do sudoeste da Ásia.